# 城見ヶ丘駅

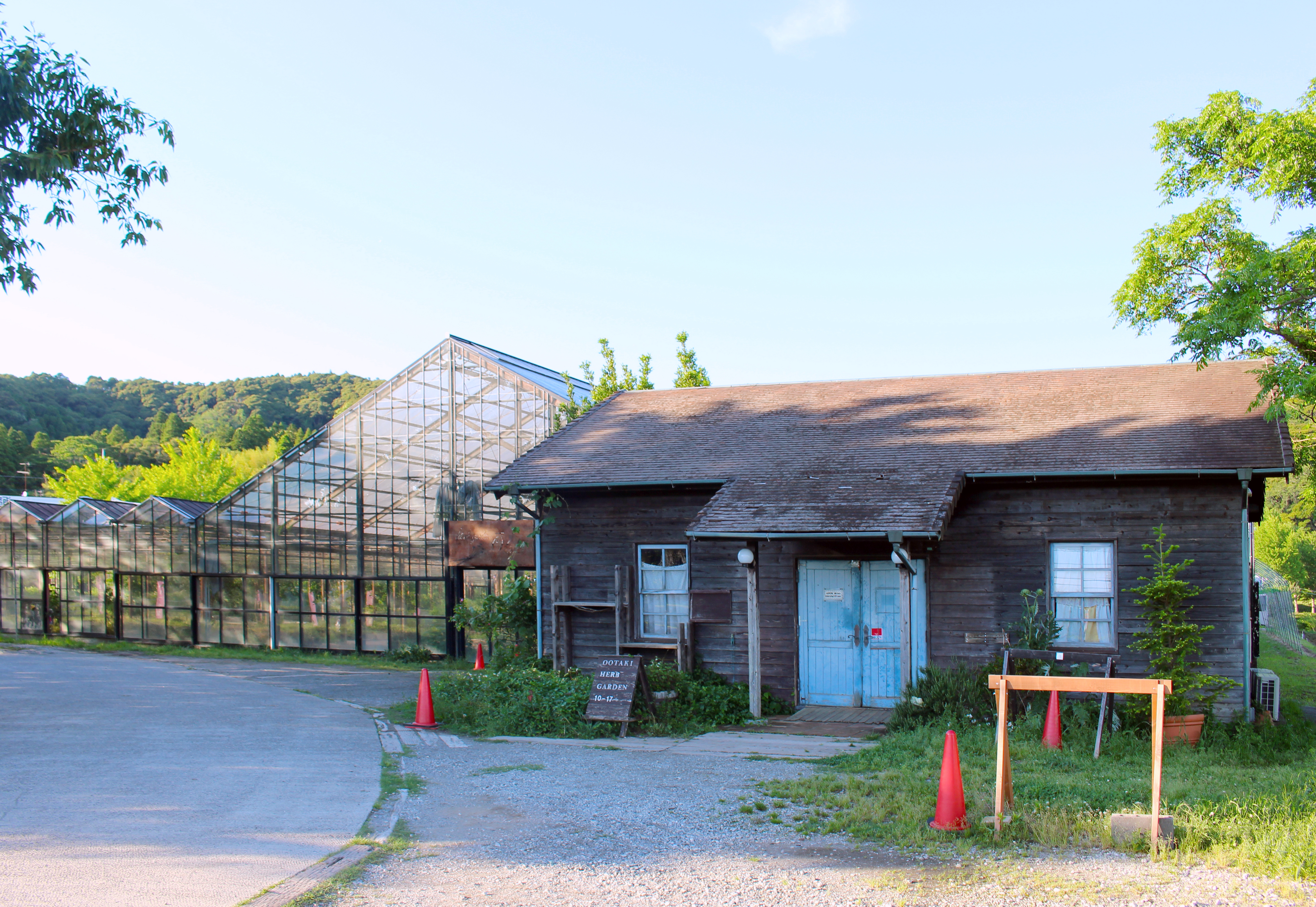
副駅名である大多喜ハーブガーデン

城見ヶ丘駅（しろみがおかえき）は、千葉県夷隅郡大多喜町船子にある、いすみ鉄道いすみ線の駅である。

## 歴史

### 年表
- 1996年（平成8年）4月：船子地区で「船子城見ケ丘」団地分譲を開始[2][注釈 1]。
- 2008年（平成20年）
  - 2月8日：船子地区への新駅設置を発表[4]。
  - 3月8日：駅から町のシンボルである大多喜城が見えることなどを理由として[5]新駅名を城見ヶ丘駅と発表[6]。
  - 8月9日：開業[1]。
- 2019年（令和元年）8月1日：命名権により、駅名表記に大多喜ハーブガーデンを冠する[7]。

### 命名権
当駅は命名権（ネーミングライツ）により、大型商業施設おおたきショッピングプラザ オリブ（1997年（平成9年）10月7日開業）に近いことからオリブ前と言う副駅名が付与されていた。
その後、大多喜ハーブガーデンが命名権を取得し、大多喜ハーブガーデンを冠した愛称としている。

## 駅構造
単式ホーム1面1線を有する地上駅である。無人駅。ホーム全長は45mであり、バリアフリー対応のスロープが設けられている。

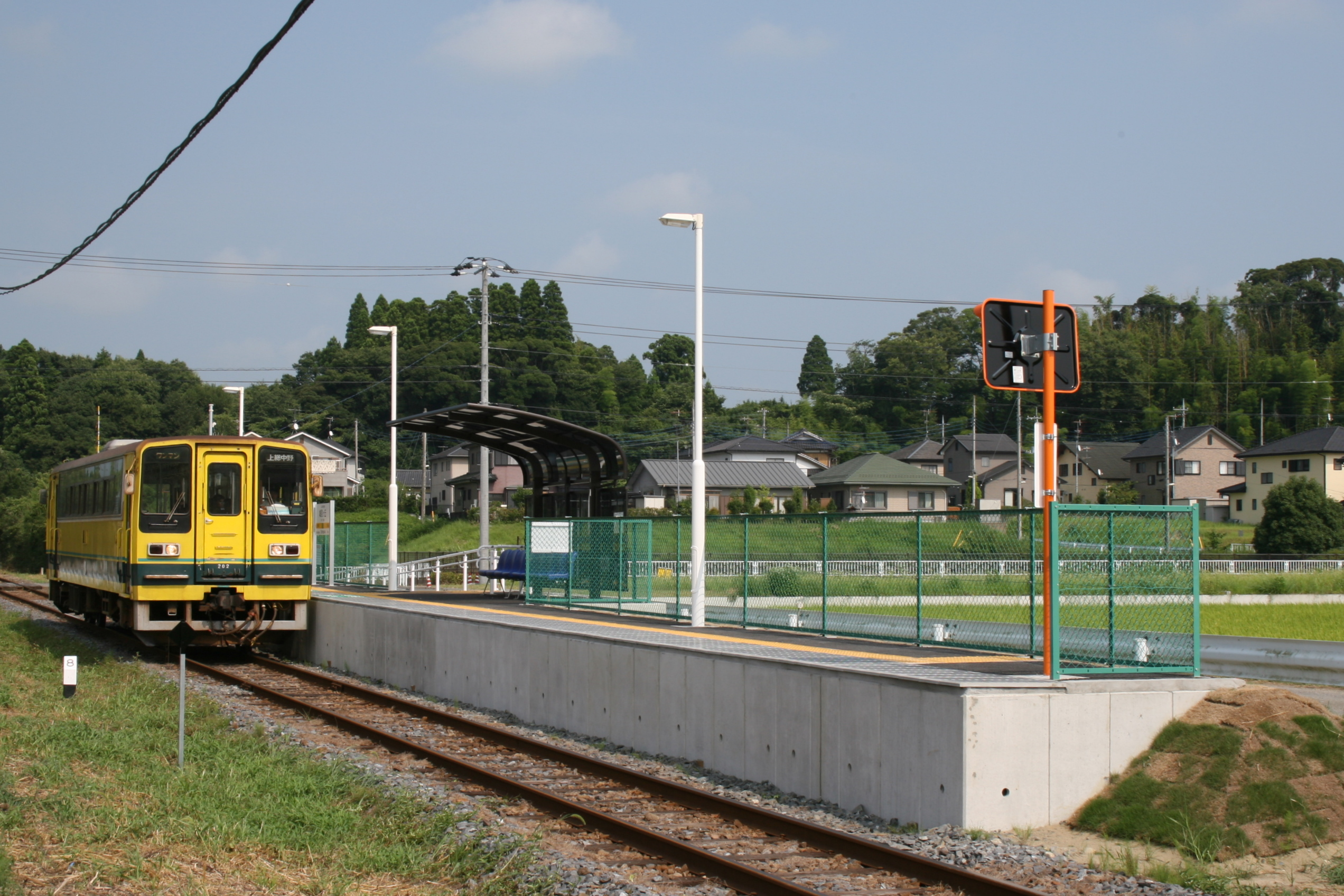
駅ホーム（2008年8月）

## 利用状況
2019年度の1日平均乗車人員は27人である。
近年の一日平均乗車人員推移は以下の通り。
|        | 乗車人員 | 乗車人員 | 乗車人員 |          |
| 年度   | 一日平均 | 定期外   | 定期     | 出典     |
| ------ | -------- | -------- | -------- | -------- |
| 2007年 |          |          |          |          |
| 2008年 | 20       |          |          | [ * 2 ]  |
| 2009年 | 23       |          |          | [ * 3 ]  |
| 2010年 | 26       |          |          | [ * 4 ]  |
| 2011年 | 30       |          |          | [ * 5 ]  |
| 2012年 | 34       |          |          | [ * 6 ]  |
| 2013年 | 37       |          |          | [ * 7 ]  |
| 2014年 | 34       |          |          | [ * 8 ]  |
| 2015年 | 35       |          |          | [ * 9 ]  |
| 2016年 | 41       |          |          | [ * 10 ] |
| 2017年 | 38       |          |          | [ * 11 ] |
| 2018年 | 30       | 19       | 10       | [ * 12 ] |
| 2019年 | 27       | 15       | 11       | [ * 1 ]  |

## 駅周辺
国道297号沿いのおおたきショッピングプラザ オリブまで徒歩約5分の位置に立地しており、買い物客などの利用が見込まれているほか、この商業施設に隣接して高速バスの乗り場（「大多喜」）があり、東京湾アクアライン経由で東京駅へ運行されている。約600メートル南側の船子交差点で国道297号、国道465号、千葉県道172号大多喜里見線が交差する。
- 夷隅郡市広域市町村圏事務組合消防本部・大多喜分署
- 千葉県教育庁文化財課森宮分室（旧・千葉県立大多喜女子高等学校跡地）
- 東京電力 大多喜変電所
- いすみ農業協同組合 大多喜支所
- 大多喜町立大多喜中学校
- みつば保育園
- 川崎病院

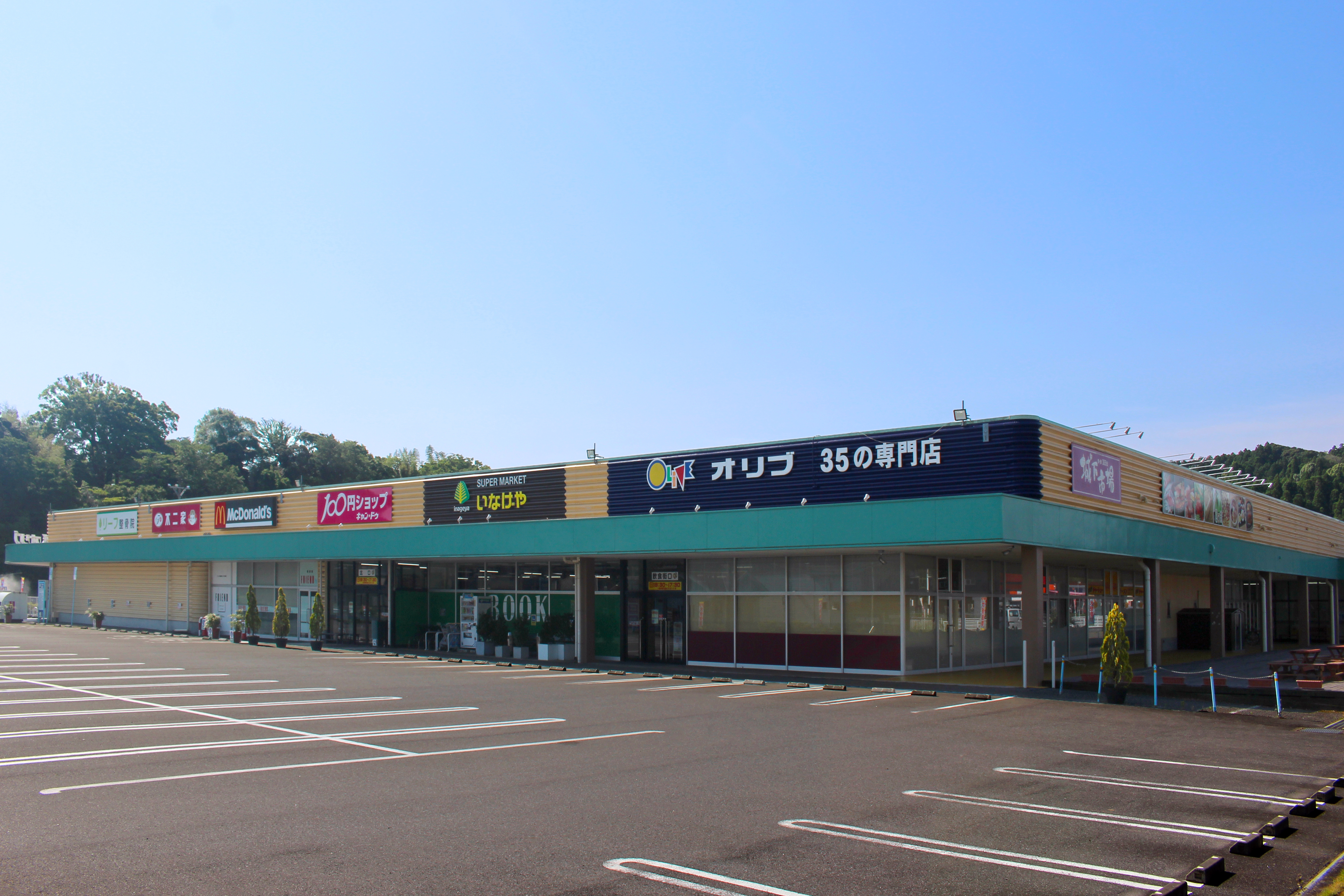
おおたきショッピングプラザ オリブ
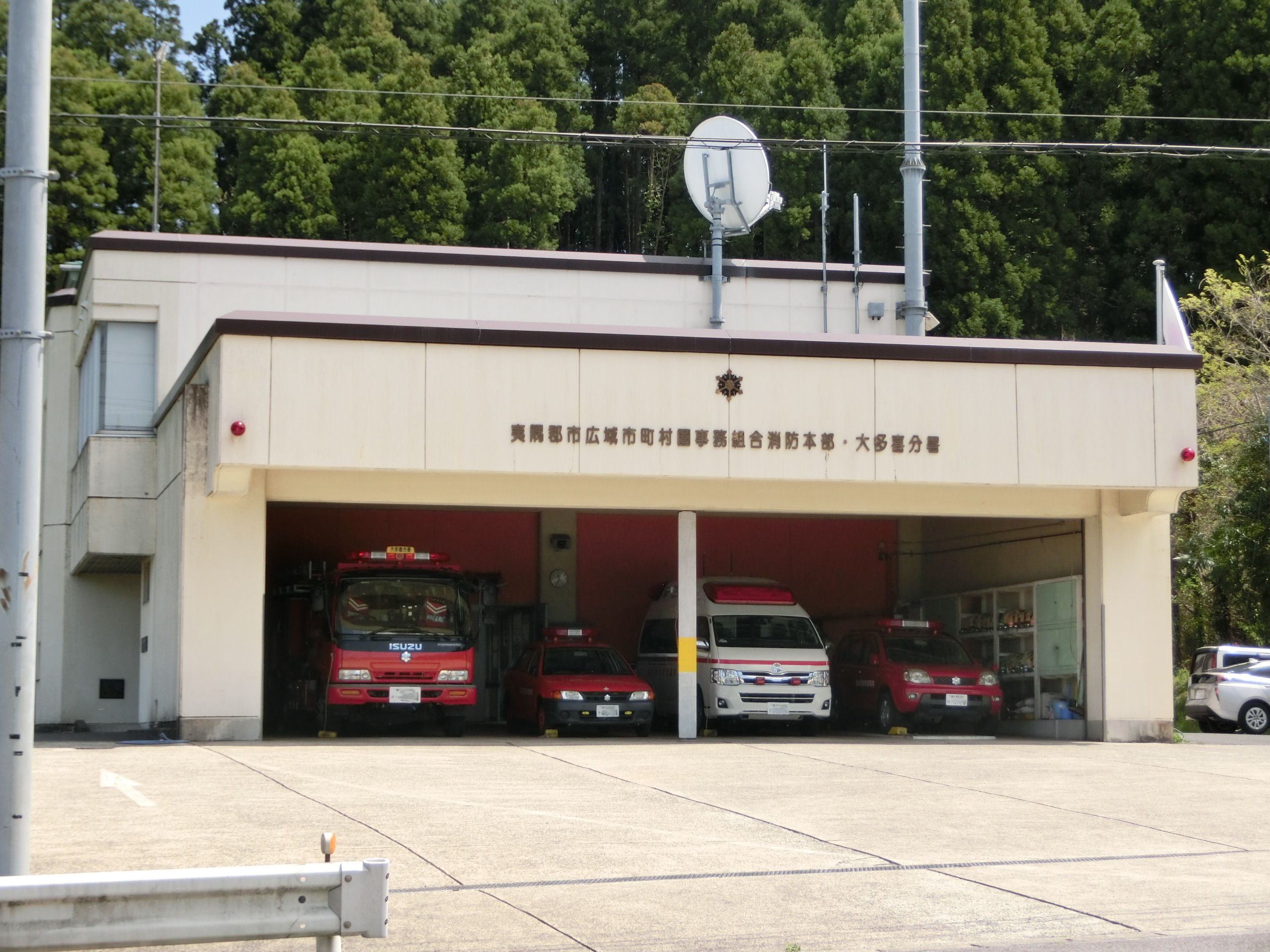
夷隅郡市広域市町村圏事務組合 消防本部・大多喜分署
  - いなげや 大多喜店
- 嵐の湯 大多喜店
- 丘の上バラ園
- 大多喜カントリークラブ

- おおたきショッピングプラザ オリブ
- 夷隅郡市広域市町村圏事務組合 消防本部・大多喜分署

## その他
- 当駅開業当時、当駅を9時 - 18時の間に乗車・下車する場合に限っていすみ線内各駅から有効になる回数券を、10枚綴り2000円（1枚あたり200円）で発売するキャンペーンを行っていた[14]。この回数券の有効期間は2008年末までであり、現在は発売されていない。

## 隣の駅
いすみ鉄道
■いすみ線
上総中川駅 - 城見ヶ丘駅 - 大多喜駅